# 多任务放射性同位素热电发生器

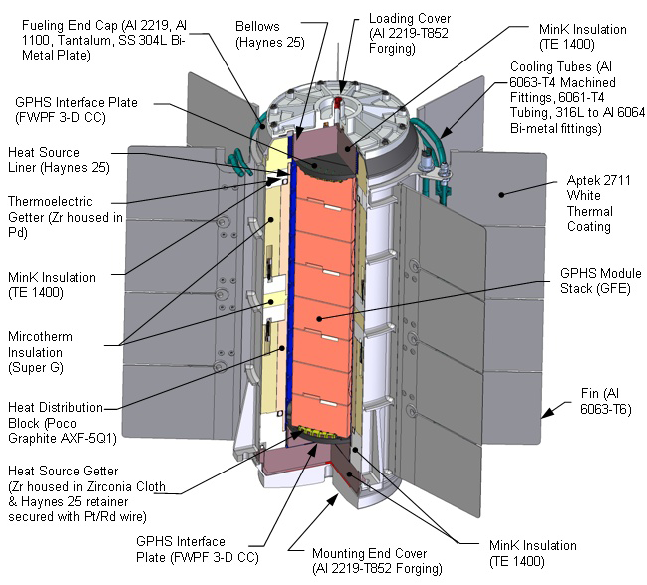
多任务放射性同位素热能发电机示意图

多任务放射性同位素热能发电机（multi-mission radioisotope thermoelectric generator），简称MMRTG是一种放射性同位素热能发电机（RTG），主要为美国宇航局太空探索任务如(火星科学实验室等)而开发，隶属美国能源部核能办公室下辖的太空和国防电力系统办公室所管辖。该发电机由航空喷气洛克达因（Aerojet Rocketdyne）和德立台能源系统公司（Teledyne Energy Systems）组成的专业团队所研发。

## 背景
太空探索任务需要安全、可靠、长寿型的能源系统为航天器及科学探测仪器提供电力和热能。而放射性同位素热能发电机（RTG）是一种独特的能源—本质上它是一种能可靠地将热能转化为电能的核电池。放射性同位素能源已用于8次绕地飞行和8次外行星飞行任务以及阿波罗11号之后的阿波罗登月任务。外太阳系任务包括先驱者10号和11号、旅行者1号和2号、尤利西斯号、伽利略号、卡西尼号和新视野号任务。而旅行者1号和旅行者2号上的放射性同位素热能发电机从1977年开始运行。在过去的四十年里，美国总共发射了26艘探测器和45台放射性同位素热能发电机。

## 功能
固态热电偶将放射性同位素二氧化钚238自然衰变产生的热量转化为电能，与太阳能电池板不同，放射性同位素热能发电机不依赖太阳，因此可以用于深空任务。

## 历史
2003年6月，美国能源部（DOE）将“多任务放射性同位素热能发电机”（MMRTG）合同授予航空喷气洛克达因公司牵头的团队。航空喷气洛克达因公司和德立台能源系统公司在过去泰莱达因公司为以前太空探索任务所设计的斯纳普19型热电转换器基础上合作开发了多任务型放射性同位素热能发电机的设计概念。SNAP-19型热电转换器曾主要为先驱者10号和先驱者11号探测器以及海盗1号和海盗2号着陆器提供电力。

## 设计和规范
多任务放射性同位素热能发电机由能源部提供的八台二氧化钚-238通用热源（GPHS）模块供电，最初，这八台通用热源模块产生约2千瓦的热能。
多任务放射性同位素热能发电机设计包含碲铅/碲银锗锑热电偶（来自德立台能源系统公司），该型发动机重量为45千克，其设计功率在任务开始时为125瓦，但14年后则降至100瓦左右，在使用初期提供约2.8瓦/千克的电力。
多任务放射性同位素热能发电机可在真空和行星大气层中运行，例如在火星表面。它的设计目标包括确保高度安全性、在14年的最短使用寿命期内进一步优化功率水平并减轻机身重量。

## 太空任务应用

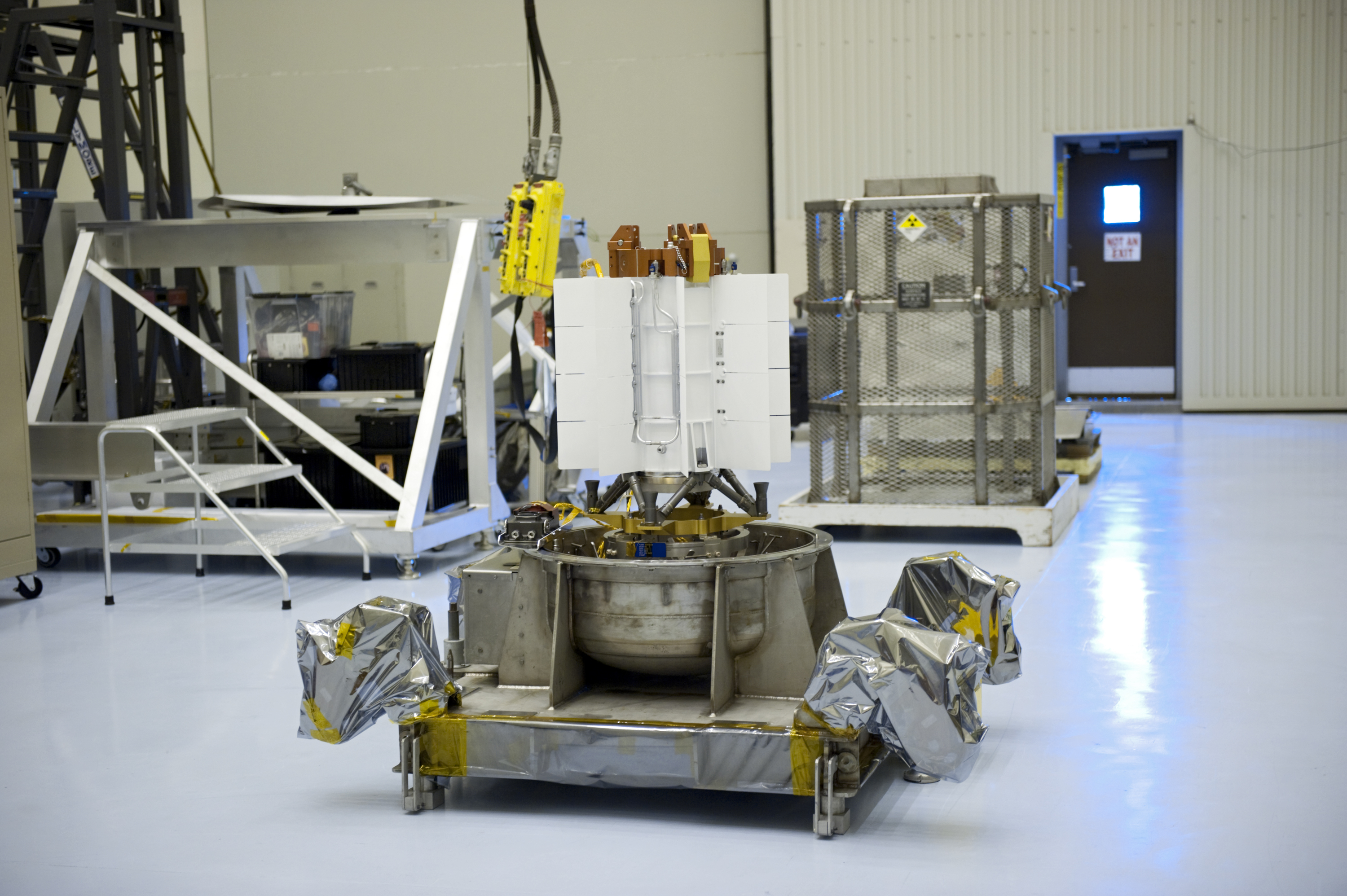
火星科学实验室上的多任务放射性同位素热能发电机。

2012年8月6日，成功降落在盖尔撞击坑的好奇号-火星科学实验室携带的火星车，使用了一台多任务放射性同位素热能发电机为它的部件和科学探测仪器提供热量和电力，来自发电机的可靠电源能让好奇号在火星上运行数年。
2015年2月20日，美国宇航局的一位官员报告说，美国宇航局有足够多的钚来为另外三台与“好奇号”火星车所用的那种多任务放射性同位素热能发电机提供燃料，其中一台已分配给火星2020探测车，另外两台尚未指定给任何特定的任务或计划，可能要到2021年才能确定。
多任务放射性同位素热能发电机于2020年7月30日在火星2020任务中成功发射入轨，这次任务使用的这台发电机是美国能源部制造的F-2号，使用寿命为14年。
即将发射的美国宇航局探索土卫六的蜻蜓号探测器也会使用多任务放射性同位素热能发电机，在此该发电机将主要用于给一组锂离子电池充电，然后用这种高功率密度电池让一架四轮直升机在土卫六表面上空作短距离飞行 。

## 成本
多任务放射性同位素热能发电机的制造成本估计为1.09亿美元，研发成本为8300万美元。相比之下，通用热源热电机的生产和装备费用大约只要1.18亿美元。

## 另请参阅
- 先进斯特林放射性同位素发电机
- 放射性同位素热能发电机(RTG)
- 太空核能